# Олчей-оол, Монгуш Кунгаевич
Олчей-оол Монгуш Кунгаевич (22 декабря 1934 — 31 марта 1996) — тувинский поэт и писатель. Заслуженный работник культуры Тувы.

## Биография
Монгуш Кунгаевич Олчей-оол родился в 1934 году в местности Ак-Хем (ныне в Чаа-Хольском районе Республики Тыва). В 10 лет в результате несчастного случая стал инвалидом. Руководил тувинским литературным объединением «Волны Улуг-Хема».

## Творчество
Первые произведения Олчей-оола были опубликованы в 1953 году. В 1966—1996 годах вышли его поэтические сборники «Чаа-Хол при лунном свете», «Стихи», «Тропинки», «Святыня», «Возраст», «Родное зимовье», «Схватка», «Душа человека», «Человек тыва», «Песня души». Из прозаических произведений Олчей-олла известны сборники рассказов «Рассказы дедушки Хоорээра» и «Незнакомые племянники».
Олчей-оол перевёл на тувинский язык ряд произведений П. У. Бровки, Р. Гамзатова, С. А. Есенина, А. А. Прокофьева, Т. Г. Шевченко.